# Psora brunneocarpa
Psora brunneocarpa är en lavart som beskrevs av Timdal. Psora brunneocarpa ingår i släktet Psora och familjen Psoraceae.   Inga underarter finns listade i Catalogue of Life.